# Contabilità

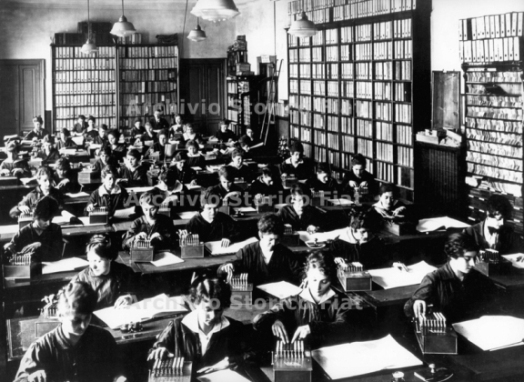
Impiegate addette alle macchine calcolatrici all'interno dell'ufficio contabilità dello stabilimento Fiat Lingotto, Torino 1923

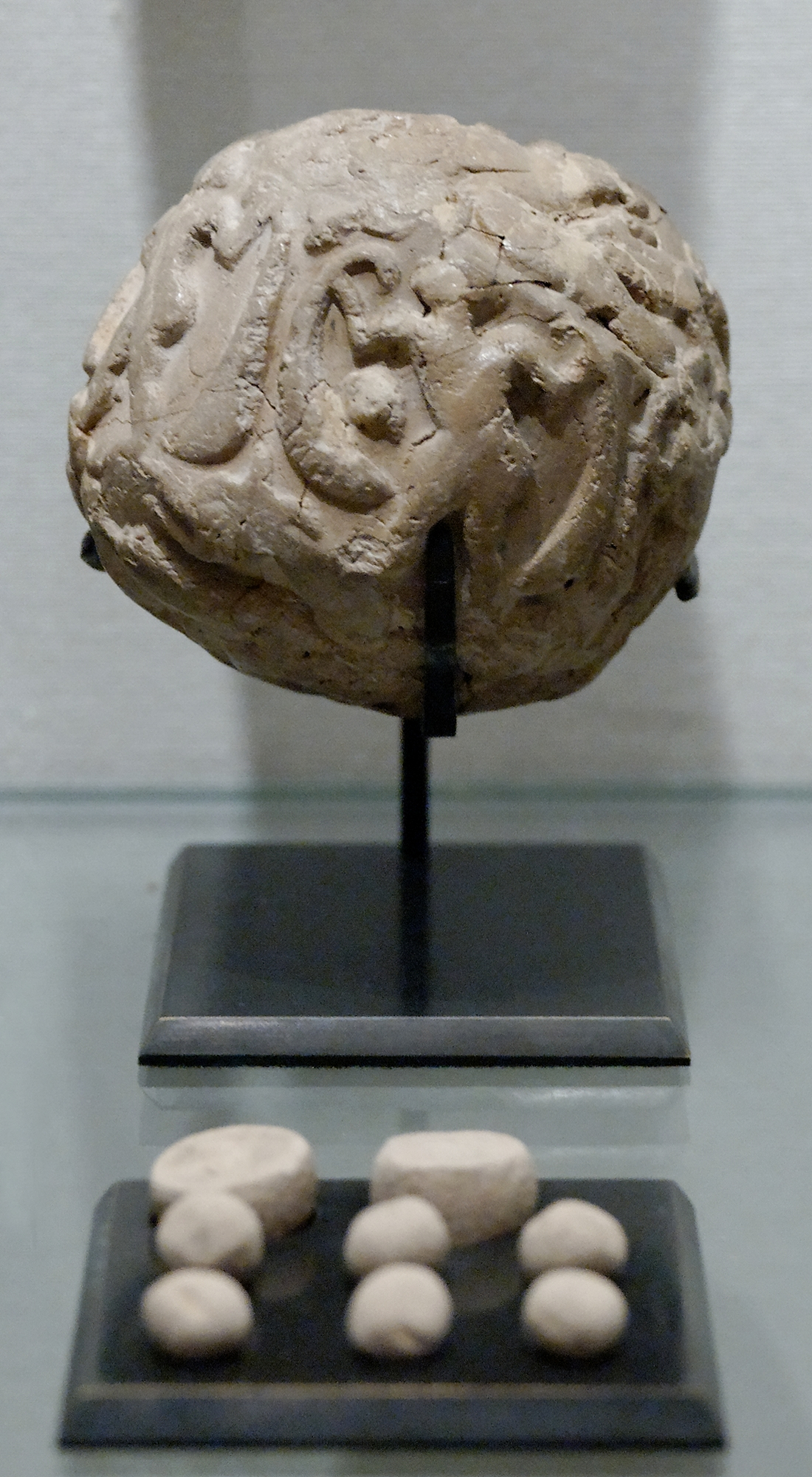
Periodo di Uruk: bulla con gruppo di gettoni di contabilità (calculi), da Susa. Museo del Louvre.

La contabilità è il sistema di rilevazione continua di qualunque evento di rilevanza economica in un contesto organizzato. L'ambito tipico di applicazione è dunque qualsiasi ente o struttura operativa, sia pubblica che privata, ma il significato non cambia anche nel ristretto ambito personale (contabilità individuale).
Altra definizione, tipica della ragioneria, vuole che la contabilità sia l'insieme degli spostamenti di capitale aziendale raccolti e organizzati secondo un criterio che permetta un rapido accesso ed elaborazione dei dati. Ancora un'altra definizione: "la contabilità è la storia economica di un'impresa nel senso che conserva una traccia di tutte le operazioni commerciali".

## Storia

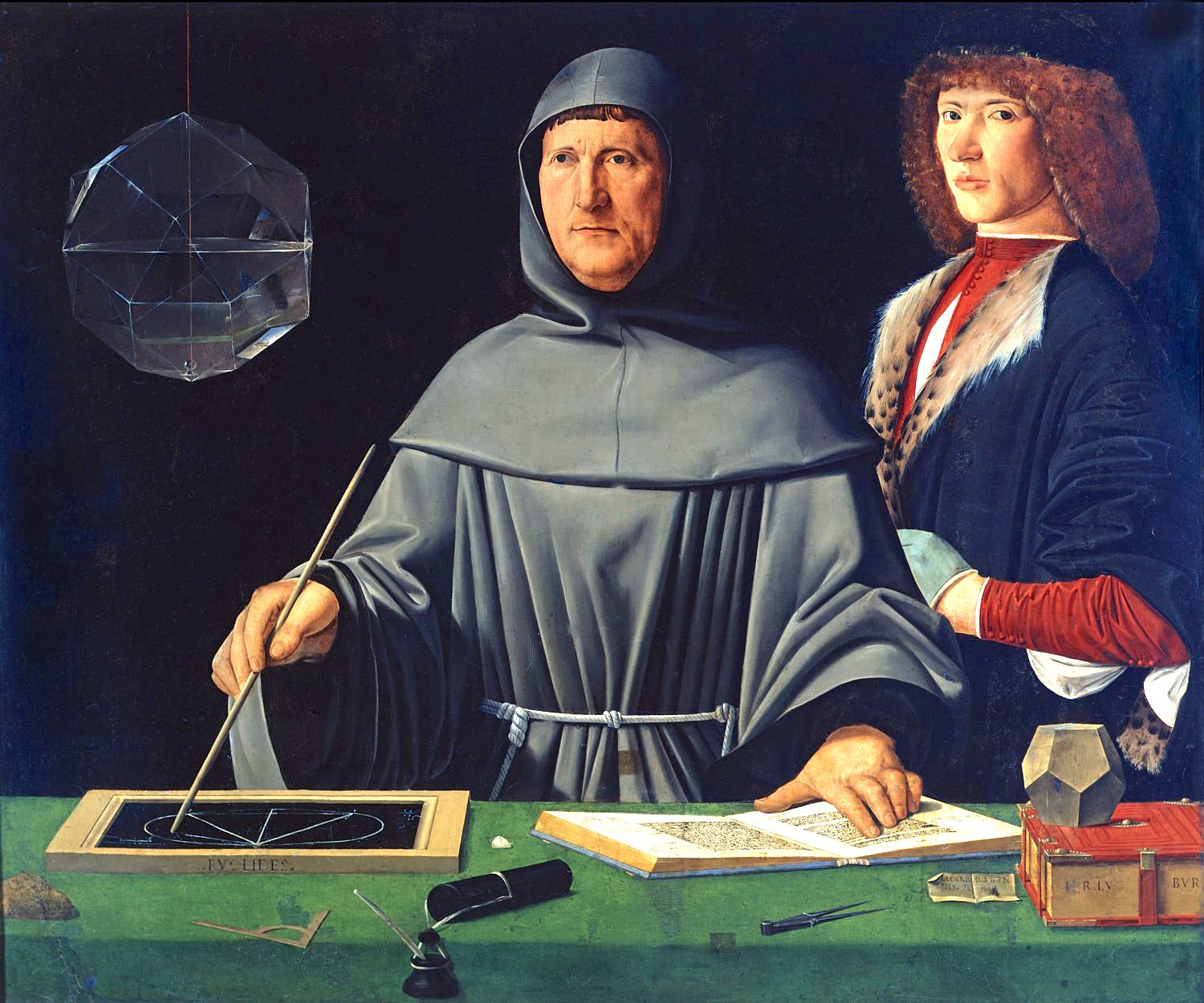
Ritratto di fra Luca Pacioli attribuito a Jacopo de' Barbari.

La contabilità, intesa come annotazione di operazioni commerciali, è una pratica conosciuta fin dalla notte dei tempi.
Prima del XV secolo tali fatti erano registrati con il metodo della "partita semplice", che prevedeva una serie di voci (praticamente una rubrica) sotto le quali veniva annotato di volta in volta la nuova operazione. Non esisteva alcun collegamento tra una voce e l'altra e quindi nessuna possibilità di riscontro e controllo incrociato.
Il matematico Luca Pacioli (1445-1517) nel 1494 definisce per la prima volta, in termini sistematici, il metodo della partita doppia nel libro Summa di arithmetica, geometrica, proportione et proportionalita, nel capitolo intitolato Tractatus de computis et scripturis. La pubblicazione di questo libro gli ha valso il titolo di "padre della contabilità." Le innovazioni introdotte da Pacioli sarebbero impensabili senza la tecnica di calcolo descritta da Leonardo Fibonacci nel suo "Liber Abbaci" (1202). Il principale merito di Fibonacci fu di sintetizzare l'aritmetica commerciale con l'algebra, rendendo più semplice l'applicazione delle tecniche descritte da Pacioli e di conseguenza la loro diffusione nelle scuole frequentate dai mercanti. L'opera ebbe un'immediata fortuna a Venezia, in particolare, tra gli studenti della scuola dell'Abaco.
Il libro di Pacioli rispondeva all'esigenza di una emergente classe di nuovi mercanti che aveva la possibilità di frequentare la scuola ma che, a differenza dei mercanti di vecchia generazione, non poteva affidarsi su un bagaglio di conoscenze e pratiche consolidate. Questi commercianti di prima generazione avevano bisogno di una breve introduzione alla contabilità. La codificazione della contabilità frutto di Pacioli e dei suoi successori rinascimentali si affermò così tanto nella classe mercantile che molti termini contabili nati in italia in questo periodo sono entrati nella terminologia utilizzata anche oggi a livello internazionale.

### Concetti Fondamentali di Summa di Arithmetica
La pubblicazione della Summa di arithmetica, geometrica, proportione et proportionalita ha codificato le sei componenti principali della contabilità a partita doppia:
- il singolo titolare o la società in affari come entità contabile i cui libri registrano i suoi rapporti finanziari con gli agenti economici
- aumenti / diminuzioni riordinati nelle disponibilità fisiche di denaro, livello del debito, attività e passività
- una singola unità monetaria a cui vengono convertiti gli ammontari in altre azioni
- L'equazione attività = passività + patrimonio netto
- profitti o perdite, come l'incremento netto del decremento del capitale proprio risultante da uno o più atti di scambio tra l'entità e il suo contesto economico
- i periodi contabili, su cui possono essere misurati i profitti e le perdite

Nel XVI secolo, il monaco benedettino Angelo Pietra approfondisce l'applicazione della partita doppia nella gestione aziendale del monastero.
Questo metodo prevede che per ogni operazione siano eseguite due registrazioni, in due conti distinti, in opposte sezioni (dare/avere), per importi complessivamente uguali, in modo che il totale dei valori registrati nelle due sezioni, sia sempre uguale.
Il primo immediato vantaggio di questo metodo è la possibilità di riscontro e di autocontrollo.
Il secondo vantaggio è dato dal fatto che con una determinata struttura del piano dei conti si può avere una visione continua ed aggiornata della situazione economica e patrimoniale dell'azienda.
La contabilità in partita doppia si affermò rapidamente in tutto il mondo, tanto che molti termini contabili italiani nati nel Rinascimento e nei secoli successivi sono rimasti come radice nella terminologia internazionale.
La contabilità moderna, in Italia, si può far risalire all'entrata in vigore dell'ultimo Codice Civile del 1942 (ma iniziato fin dal 1926), e in particolare nel Libro V. È uso comune oggi parlare di obblighi civilistici e fiscali in merito alla tenuta della contabilità.
Nel 1978 la CEE emanò la IV direttiva, con l'obiettivo di armonizzare le legislazioni dei paesi membri per quanto concerne:
- Il contenuto del bilancio annuale e dei documenti accompagnatori
- Le modalità di pubblicazioni
- I principi contabili da applicare.

In Italia la direttiva è stata recepita nel 1991, con grande ritardo rispetto agli altri paesi europei (ad esempio la Francia l'ha recepita nel 1983).
Le norme CEE sono state incluse nella revisione dell'articolo 2423 del Codice Civile con il decreto legislativo 127/1991.

## Tipologie
In economia aziendale, coesistono due funzioni fondamentali:
- Mercantile o commerciale,
che collega l'azienda con il mondo esterno e riguarda l'acquisto di materie prime (uscite) e la vendita di prodotti o servizi (entrate);
- Industriale o tecnica,
che sta all'interno e riguarda i processi di trasformazione delle materie prime in prodotti finiti (o erogazione di servizi).

Da questa fondamentale distinzione derivano due metodi di gestione contabile:
- Contabilità generale o Co.Ge:
registra tutti i fatti amministrativi intercorsi tra l'azienda e l'ambiente esterno. I dati rilevati sono solo quelli accertati (documentati secondo rigide regole formali), sono sintetici e sono storici (fatti avvenuti);
- Contabilità industriale (anche detta contabilità analitica, in breve Co.An):
registra solo fatti di gestione interna. I dati rilevati possono essere analitici, riclassificando costi e ricavi rilevati dalla contabilità generale, possono derivare da previsioni o essere predeterminati, sono attuali (anche perché non si aspetta l'accertamento della contabilità generale).

Il metodo classico di rilevazione contabile nella Pubblica Amministrazione, cosiddetto finanziario o Co.Fi, è del tipo a partita semplice ed è incentrato sulle entrate (incassi) e uscite (pagamenti).
Solo da pochi anni (vedi Tit. III d. lgs. n. 279/1997 e allegata Tab. B e successive modificazioni) è stato introdotto il metodo della partita doppia, con la denominazione di contabilità economica.

## Contabilità generale
È anche definita "contabilità ordinaria", in contrapposizione alla "contabilità semplificata", utilizzata per aziende con volume di affari ridotto e/o ditte individuali.
È la rilevazione e registrazione dei fatti esterni di gestione, tenuta con il metodo della partita doppia e secondo precise norme del Codice Civile.
Gli uffici amministrativi delle medie / grandi aziende sono stati i primi a usufruire dei vantaggi offerti dai sistemi informativi, sin dagli anni sessanta del secolo scorso. Oggi è molto difficile trovare aziende, anche molto piccole, che non utilizzano una soluzione informatica per la contabilità. Di fatto, oggi, qualsiasi persona in azienda (ed anche in casa) è in grado, con un minimo di addestramento, di gestire la contabilità generale. Verrebbe quindi spontaneo dire che lo strumento principale della contabilità generale è il computer. Ma "dietro" il computer esiste una metodologia consolidata fatta di terminologia, strumenti e procedure che vale la pena illustrare.
Seppur diffusa la dizione "contabilità aziendale" è ovvio che la contabilità generale si applica anche a organizzazioni che non sono imprese e/o aziende (enti pubblici, associazioni, lavori autonomi, ecc.).

### Terminologia di base
L'unità elementare di registrazione è la singola imputazione, composta da voce contabile di riferimento, descrizione del fatto, importo, segno o collocazione in dare o avere e data di registrazione.
L'insieme minimo di registrazione è la prima nota, costituita da almeno due imputazioni, una in dare e una in avere.
Quando le imputazioni sono più di due il totale dare e avere è sempre uguale; si dice che la prima nota è "quadrata".
La prima nota è identificata da un numero progressivo (protocollo) e una data di registrazione.
Può coesistere anche una data di competenza, per casi particolari.
Numero e data prima nota entrano nella "chiave d'identificazione" delle singole imputazioni in essa contenute, insieme alla voce di conto e, spesso il numero di riga. Il termine "riga di prima nota" è universalmente condiviso per indicare la singola imputazione così completata.
Oggi la gran parte delle prime note è automatica, in quanto generata da sottosistemi informatici o moduli specializzati (esempio: fatturazione) che "scaricano" in contabilità le movimentazioni di propria competenza. "Scaricare", nel gergo, signfica importare in maniera automatica massivamente o singolarmente i documenti (ovvero i loro campi rilevanti) nella procedura contabile. Chiaramente "documenti" generati nell'applicazione software (ordini o contratti, bolle di materiali o rapportini di intervento, fatture o scontrini o ricevute, movimenti di magazzino, cespiti, ecc.)
- "Movimento"
 è sinonimo di "registrazione" (ingl. entry) o scrittura (meno usata nel gergo aziendale, di più in quello scolastico/universitario). Movimento è il classico termine che si usa per la singola registrazione in un partitario o estratto conto.
- "Saldo" significa totale/somma (algebrica) di una serie di movimenti (ingl. balance).
- "Acconto" sta per rata parziale (detto di valori in entrata o uscita) a cui poi si aggiunge il saldo che, in questo caso, significa ultima rata conclusiva.

### Strumenti e documenti tipici
Gli strumenti tipici, anche sotto forma di documenti formali, sono:
- Piano dei conti (ingl. chart of accounts).
È la struttura con cui si articolano i conti. Si tratta del "dizionario di riferimento" di tutte le voci trattate in contabilità generale. Le voci sono organizzate in alberi gerarchici di tre livelli o più. Le denominazioni più comuni di tali livelli sono "mastro/conto/sottoconto" o "gruppo/conto/sottoconto". Piano sta per "modello", "struttura".
- Primanota.
Documento base di prima trascrizione dei movimenti, oggi divenuto "quasi" virtuale, tuttavia indispensabile per identificare e raggruppare le registrazioni elementari. Infatti il numero e la data di primanota, insieme alla voce di conto, sono le chiavi di identificazione univoca di ogni singola registrazione elementare in dare o avere.
- Giornale. (general ledger)
 Prospetto che riepiloga le registrazioni in ordine cronologico. Per ogni registrazione elementare (una riga di prima nota) comprende almeno: data, voce del piano dei conti, descrizione del movimento, importo in dare o avere. È un documento obbligatorio, ma di scarsa importanza gestionale. Il documento cartaceo è costituito da una serie di fogli numerati e bollati. Da qui il termine di uso comune di "giornale bollato".
- Libri IVA.
 Come il giornale, riportano in ordine cronologico tutte le registrazioni che si riferiscono ad un conto/sottoconto IVA. Sono documenti obbligatori, corredati da un riepilogo a cadenza trimestrale che presenta la situazione creditoria o debitoria dell'azienda.
- Mastro (ingl. account).
Prospetto dei movimenti riguardanti uno specifico conto. È detto anche "scheda contabile". È organizzato con la stessa struttura del piano dei conti. Per ogni voce riporta tutte le registrazioni relative, in due colonne distinte (dare e avere) con il saldo finale al momento della sua elaborazione. Per classi particolari di conti (ad esempio clienti e fornitori) si usa anche il termine "partitario"[6].
- Mastrino.
Nel gergo aziendale della contabilità, è il mastro relativo ad un sottoconto. A volte è usato al posto di "mastro". In un piano a tre livelli allora il mastrino è un elemento intermedio tra mastro e sottoconto (mastro/mastrino/sottoconto).
- Bilancio.
Riassume il resoconto economico e patrimoniale dell'azienda. È organizzato in 5 sezioni: Stato Patrimoniale - Attivo, Stato Patrimoniale - Passivo, Conti d'Ordine, Conto economico, Dati Integrativi.

Le voci di bilancio sono organizzate in una struttura gerarchica a più livelli (non impossibile raggiungere l'ottavo).
Lo schema di base di questa struttura è dettato dal Codice Civile che ha recepito la IV Direttiva CEE. È per tale ragione che viene abitualmente denominato Bilancio CEE.
Nota bene.
Per derivazione storica, nel gergo bancario la contabile è un documento che dimostra il pagamento di un effetto, ad esempio un bonifico bancario.

### Documentazione contabile minima
Solitamente, con il termine "documentazione contabile minima" s'intende l'insieme di libro giornale, registri Iva, libro inventari, verbali di assemblea, libro cespiti e registro verbali del consiglio d’amministrazione. La contabilità di magazzino, i partitari, la cassa e altro sono invece ritenuti componenti supplementari a quelli base.

### Le procedure tipiche della contabilità generale
- Rilevazione / registrazione.
 I dati in entrata sono contenuti in una o più primenote di contabilità, registrate manualmente o provenienti da interfacce automatiche di altri moduli del sistema informativo. Ciascuna riga di primanota viene "scritta" sul giornale, in sequenza cronologica, e sul mastro, sotto la voce di conto interessata. Se si tratta di una riga IVA, viene anche "scritta" sul libro IVA interessato.
- Estratto conto.
 Da non confondere con l'estratto conto bancario. In contabilità è la visualizzazione (e stampa, se necessario) delle registrazioni contenute in una specifica voce del mastro, in genere un sottoconto, per un determinato periodo (dal... al...). È corredato dai saldi in dare e avere di inizio e fine periodo. Nota storica: in passato era consuetudine produrre gli estratti conto mensili, o a partire dall'inizio del mese; tale limitazione era dovuta alla comune pratica di chiusura mese (vedi sotto). Oggi tale limitazione non esiste più (o non dovrebbe); il mese è comunque espresso come periodo tra due date.
- Chiusura mensile.
Oggi questa procedura ha significato solo come obbligo civilistico. È infatti obbligatorio produrre e mantenere disponibile per qualsiasi richiesta degli organi di controllo (Collegio dei sindaci, Guardia di Finanza, ecc.) la documentazione di tutti i movimenti fatti, con cadenza mensile obbligata. In passato, quando la contabilità era manuale, ma anche per molti anni dopo l'introduzione dei mezzi informatici, era pratica comune, appena concluse le registrazioni mensili, scrivere o stampare il giornale bollato del mese e chiudere i conti di mastro (saldi in dare e avere). Per molti anni (e ci sono dei casi anche attuali), nei sistemi di contabilità era presente l'archivio dei saldi, che veniva aggiornato proprio con la procedura di chiusura mese.
- Chiusura annuale o chiusura di bilancio o chiusura di esercizio.
Quale che sia il termine utilizzato consiste nella preparazione e redazione del bilancio di esercizio, che avviene alcuni mesi dopo la data a cui si riferisce, entro limiti posti dal Codice Civile. Il periodo tipico per le operazioni di chiusura comincia dopo il primo trimestre successivo. Ciò è dovuto, in sintesi, al dover attendere la certezza di chiusura di specifiche partite contabili, una delle quali è, ad esempio, l'IVA, ma riguarda anche aspetti finanziari come calcolo di interessi e oneri, ed ancora i rapporti con clienti e fornitori.

## Contabilità industriale
La contabilità industriale si sviluppa intorno agli anni settanta, sotto la spinta delle sempre maggiori necessità di avere informazioni dettagliate sui costi. Infatti i mercati si allargavano, la concorrenza cresceva, le grandi industrie, nate spesso in regime di monopolio, non potevano produrre e basta, dovevano produrre a costo più basso, e (negli anni successivi), anche con migliore qualità intrinseca. Il primo passo è stato la contabilità analitica. La dizione "industriale"  deriva dal fatto che l'industria (qui intesa come grande azienda manifatturiera) è stata storicamente la prima a sviluppare questa tipologia di contabilità, parallela a quella generale.
La contabilità generale registra operazioni che intercorrono tra azienda ed esterno; non mantiene alcuna traccia della fine che fanno, ad esempio materie prime, beni, servizi acquistati. La classica rilevazione di fatti di questo tipo (fattura fornitore o fattura passiva) prevede: una riga fornitore, una riga IVA, una riga materiali, o beni, o servizi. In sintesi, la contabilità generale manipola unicamente: documenti fiscali (fatture, scontrini, ricevute), quietanze, prospetti periodici con i totali stipendi, saldi bancari. I documenti commerciali, i contratti o le informazioni finanziarie sono complementari, si consultano quando serve. Lo sguardo è unicamente rivolto a: natura contabile dell'importo, importo complessivo (o rateo), data di competenza. Non è suo scopo o interesse sapere a chi sono andati quei materiali o beni o servizi, né come sono stati utilizzati.
Qui entra in gioco la contabilità industriale o, più precisamente contabilità analitica, la cui funzione primaria è quella di dettagliare maggiormente quanto registrato con la contabilità generale, con l'indicazione della "destinazione", in caso di acquisti o la "provenienza", in caso di vendite. Dal punto di vista terminologico, i due termini sono sostanzialmente equivalenti sebbene si possa intendere che la contabilità industriale è quella, veloce ma approssimativa, svolta con perimetro "produzione"; la contabilità analitica, successiva a quella industriale, copre tutti gli aspetti, lenta ma precisa.
Mentre la contabilità generale è imposta per legge e ha, come scopo finale, quello di redigere il bilancio (di struttura identica per tutti) e determinare gli importi da versare al fisco, la contabilità analitica è facoltativa sia come attuazione, sia soprattutto come modalità operativa.
Rilevare costi e ricavi secondo "destinazione e provenienza" rappresenta la fondamentale differenza (ma è più giusto dire integrazione) con la contabilità generale, che rileva invece solo per "natura".
Oggi la tecnica di rilevazione analitica è ampiamente consolidata e strettamente interconnessa con la contabilità generale, anche a livello di sistema informativo. Ma in questo passo avanti nella gestione aziendale manca ancora un tassello fondamentale, la "tempestività". Conoscere in dettaglio i costi da addebitare ad una unità produttiva, o macchina, o centro di lavoro, è utile, per il futuro, ad esempio per il prossimo budget, ma non serve alla gestione quotidiana, se tali informazioni non sono sufficientemente fresche.
Il problema della contabilità analitica, diretta emanazione della generale, è che non fornisce alcuna informazione finché il fatto non è accertato. In altri termini: per la gestione interna sono più utili dati approssimati e tempestivi (ingl.: quick and dirty) piuttosto che dati esatti avuti con ritardo. Il ritardo può impedire di correggere in tempo una situazione interna non favorevole provocando seri danni all'azienda nel suo complesso.
A questo livello svolge il suo scopo la contabilità industriale, che, pur acquisendo tutta la massa possibile di informazioni dalla contabilità generale, ne crea e gestisce di proprie, approssimate, ma tempestive, quindi effettivamente utili alla gestione interna.

### Terminologia di base
Nel management, "produzione" è un termine che non ha significato esclusivamente manifatturiero: nei servizi le attività di business sono "produzione": in termini molto pratici sono quelle che generano risultato economico o, per un ente pubblico, sono rivolte direttamente alla finalità istituzionale (fornire certificati di residenza per un'anagrafe comunale o numeri di partita iva per l'agenzia delle entrate). Idem il termine "reparto"  che non è usato solo nel senso di unità di suddivisione in una fabbrica o magazzino (l'unità organizzativa "Risorse umane" è un reparto).
- Centro di responsabilità, centro di costo, centro di ricavo.
È l'unità aziendale elementare. Può essere un reparto o parte di questo, un gruppo operativo costituito da macchine e uomini, una qualsiasi unità operativa definita con lo scopo di attribuire i costi. Può, ma non necessariamente, essere una delle unità inserite nell'organigramma aziendale. Serve per facilitare la rilevazione e il controllo dei costi di lavorazione e la ripartizione tecnica dei costi indiretti. Si classificano in principali o produttivi, ausiliari, comuni o generali, in funzione della loro appartenenza diretta o indiretta ai processi produttivi. L'insieme dei centri di responsabilità forma il Piano dei centri di responsabilità.
- Voce di spesa.
Definizione univoca aziendale di una tipologia di costo indiretto. Esempi: manodopera, energia, materiali di consumo, cancelleria, ecc. Così come in contabilità generale i valori sono attribuiti ad una voce di conto, in contabilità industriale sono attribuiti ad una voce di spesa. È l'unità elementare del Piano delle Voci di Spesa.
- costo diretto.
Spesa sostenuta specificatamente ed esclusivamente per un determinato prodotto o reparto produttivo.
- costo indiretto.
Spesa sostenuta per più prodotti o reparti produttivi, o intera azienda, che possono essere riferiti al singolo prodotto solo in via indiretta, mediante le cosiddette ripartizioni. La distinzione tra diretto ed indiretto varia a seconda dell'organizzazione tecnica della produzione e secondo l'oggetto del costo. Una parte importante della contabilità industriale è incentrata sullo sforzo di trasformare i costi indiretti in costi diretti.
- Costo standard.
Costo teorico tipico riferito ad una specifica realtà aziendale, con determinate caratteristiche funzionali, per un periodo di tempo stabilito. Lo standard si riferisce in particolare a materiali, manodopera e spese generali. Scopo dello standard è fornire un costo laddove tale costo non è determinabile con dati certi. Esempio: il costo di manodopera in un determinato mese, sarà noto almeno il mese successivo, e potrebbe variare, con effetto retroattivo, anche dopo molti mesi a causa di conguagli, rinnovi di contratto, ecc. Da qui l'esigenza di utilizzare valori probabili, determinati con analisi anche complesse della storia di quel determinato costo, integrate da previsioni sul territorio, sul mercato, sui movimenti socio-economici, previdenziali, assistenziali, ecc. Lo standard è anche un tipico valore per i sistemi di preparazione e gestione del budget.

## Contabilità di Stato
La Contabilità di Stato e degli enti pubblici è invece il complesso delle norme che disciplinano l'attività gestoria dei pubblici poteri, comprendente l'organizzazione finanziario-contabile, la gestione patrimoniale, l'attività contrattuale, la gestione del bilancio pubblico, il sistema dei controlli e le responsabilità degli amministratori della cosa pubblica.
Quello della contabilità vera e propria è un sistema tecnicamente a "partita semplice" e si divide in Entrate (incassi) e Uscite (spese). A differenza della contabilità delle aziende private (o degli enti pubblici che operano in regime di Diritto privato) si tratta di una contabilità per scopo e destinazione. La parte più articolata è quella delle spese, che possono essere in Conto esercizio (cioè spese correnti e pressoché obbligatorie, come ad esempio gli stipendi del personale statale) o in Conto capitale, cioè effettuate, ad esempio, per opere pubbliche (anche le Entrate sono comunque divise in questo modo). La contabilità delle spese è preceduta dal sistema (extra-contabile) del Controllo della spesa. Ogni spesa dello Stato (ovvero dei suoi organi territoriali) può essere effettuata solo a fronte di specifici stanziamenti stabiliti dalla legge, il cui ammontare non può essere superato (le violazioni di questo principio costituiscono reato). Ad ogni ente preposto alla spesa viene "assegnato" un determinato importo riferito allo scopo stabilito dalla legge in questione e riferito a un preciso Capitolo del Bilancio dello Stato (la legge fa divieto di compensare spese maggiori dello stanziato su un Capitolo con le eventuali minori spese sostenute a fronte di un altro Capitolo). Man mano che le spese vengono effettuate, queste vengono sottratte alla disponibilità prevista per quel Capitolo e per quell'Ente, riducendo la disponibilità residua a lui assegnata. Il sistema di Controllo della spesa prevede addirittura la riduzione corrispondente dell'assegnazione disponibile al momento in cui viene stipulato un contratto di fornitura di beni o servizi: non è possibile stipulare contratti (cioè impegnarsi) per un ammontare superiore alla disponibilità residua al momento della stipula. Questa fase si chiama "impegno di spesa". Naturalmente, se per qualsiasi motivo il contratto non viene eseguito, in tutto o in parte, la somma relativa alla parte non eseguita torna nella disponibilità di spesa di quell'Ente relativa a quel Capitolo. La spesa entra in contabilità ufficiale quando viene autorizzata, cioè quando l'Ente che usufruisce del servizio o acquista il bene ne autorizza il pagamento al fornitore. Non esistono scritture contabili ufficiali che rilevino il debito dal momento in cui la fornitura è stata approvata a quello in cui viene inviato alla banca incaricata il mandato (l'ordine) di pagamento e a quello in cui questo è effettivamente eseguito (naturalmente gli enti preposti alla spesa tengono conto in via extra-contabile, cioè con scritture proprie non ufficiali, di queste fasi). Le somme non pagate per mancato ritiro da parte del fornitore, dopo un periodo stabilito, vanno "in perenzione", cioè vengono stornate contabilmente e tornano nella disponibilità dell'Ente che le ha disposte, il che non costituisce però una caduta in prescrizione del credito del fornitore.
Una procedura analoga avviene per le entrate, costituite prevalentemente da imposte, tasse e accise, per le quali la fase d'impegno prevista per la spesa trova il suo analogo nel cosiddetto "accertamento", con il quale l'organo statale competente iscrive in contabilità ufficiale l'introito a credito presunto in base ai dati che ha in possesso al momento. Il che non implica che, successivamente, risultato eccessivo l'ammontare dell'accertamento, la parte superiore a quanto accertato, non possa essere stornata.

## Reparto contabilità
La contabilità non è solo il procedimento, la tecnica: per traslazione è anche il reparto (funzione amministrativa che comprende anche la tesoreria, la finanza, il controllo di gestione, le paghe e il personale) formato dagli addetti che eseguono le operazioni contabili. Uno specialista di contabilità è detto contabile. Nelle organizzazioni medio-grandi l'ufficio contabilità è solitamente diviso in aree (fornitori, magazzino, clienti, adempimenti fiscali e di bilancio, infragruppo, sedi remote, ecc.).